# Отока (Крупа на Уни)
Отока је насељено мјесто у општини Крупа на Уни, Република Српска, БиХ. Према попису становништва из 2013. у насељу је пописано 5 лица.

## Географија
Отока се налази на крајњем западу Републике Српске.

## Историја
Мањи дио пријератног насељеног мјеста Oтока након Дејтонског Споразума је припао Републици Српској и општини Крупа на Уни, а већи дио је припао општини Босанска Крупа у Унско-санском кантону Федерације БиХ.